# Teresa Ranieri
Teresa Ranieri (Bari, 4 agosto 1966) è una coreografa e insegnante di danza contemporanea italiana.

## Biografia
Inizialmente ha frequentato la scuola del Teatro Piccinni di Bari, dove ha avuto le sue prime esperienze professionali con il repertorio classico e neoclassico della compagnia dello stesso teatro. Dopo 6 anni, si è trasferita a Napoli per studiare al Lyceum Mara Fusco, ed infine a Cannes, all'École supérieure de danse de Cannes Rosella Hightower.
Nel 1985 si è trasferita in Germania ballando come solista in vari teatri principali; nel 1994 si è unita al Tanzwerk di Norimberga, sotto la direzione di Dirk Elvert e Jean Renshaw, dove ha lavorato con vari coreografi, tra gli altri Roberto Galvan, Jenny Coogan, Rik Kam, Dyane Elsout, Frank Händler, Amanda Miller, Rui Horta, Jacopo Godani e William Forsythe. Nel 1998 si è spostata a Dortmund con il Tanzwerk di Norimberga lavorando ancora con Rui Horta, Amanda Miller e Marc Dandy. Nel 1999 ha ballato per una stagione al Landestheater di Linz, sotto la direzione di Robert Pool. Dal 2000 lavora come ballerina, coreografa e libera insegnante di danza classica e danza contemporanea lavorando nei paesi europei, Brasile, Palestina, Giappone e Corea. 
Dal 2004 insegna danza contemporanea e coreografia alla Anton Bruckner Private University di Linz, ed alla Escola Superior de Dança di Lisbona; in quello stesso anno, ha ricevuto il terzo premio di coreografia all'Internationales Solo-Tanz-Theater Festival di Stoccarda. Dal 2012 si trova in Brasile all'Università statale di Campinas come artista invitata.
Oltre alla danza classica e alla danza contemporanea, le specialità della Ranieri sono il gyrotonic, il gyrokenesis e il body awareness. 